# Jazz-Iz-Christ
Albums de Serj Tankian
Orca Symphony No. 1
(23 juin 2013) Elasticity
(19 mars 2021)
Jazz-Iz-Christ est le 5e album du chanteur américain d'origine arménienne Serj Tankian,,. L'album est sorti le 23 juillet 2013 sous le label Serjical Strike Records,,,.

## Collaboration
Le célèbre pianiste Tigran Hamasyan, le flûtiste Valeri Tolstov, le trompettiste Tom Duprey ainsi que Stewart Copeland, Davis Alpay et Vincent Pedulla ont apporté leur collaboration pour la sortie de cet album.

## Liste des pistes
| 1.    | Fish Don't Scream (Avec Tigran Hamasyan, Tom Duprey, Valeri Tolstov & Troy Zeigler)                                                               | 3:37 |
| 2.    | End of Time (Avec Troy Zeigler, Tom Duprey & Valeri Tolstov)                                                                                      | 3:55 |
| 3.    | Honeycharmed (Avec Troy Zeigler, Tom Duprey & Valeri Tolstov)                                                                                     | 4:20 |
| 4.    | Arpeggio Bust (Avec Troy Zeigler, Tom Duprey & Valeri Tolstov)                                                                                    | 4:02 |
| 5.    | Yerevan to Paris (Avec Tigran Hamasyan, Tom Duprey, Valeri Tolstov & Troy Zeigler)                                                                | 4:01 |
| 6.    | Scotch in China (Avec Troy Zeigler, Tom Duprey & Valeri Tolstov)                                                                                  | 2:46 |
| 7.    | Distant Thing (Avec Tigran Hamasyan, Tom Duprey, Valeri Tolstov, Vincent Pedulla, Robert Simring, Jeff Muzzerole, David Finch & Stewart Copeland) | 3:43 |
| 8.    | Song of Sand (Avec Tom Duprey, James Merenda, David Alpay & Vincent Pedulla)                                                                      | 3:04 |
| 9.    | Garuna (Avec Tigran Hamasyan) | 4:45 |
| 10.   | Balcony Chats (Avec Valeri Tolstov) | 4:07 |
| 11.   | Jinn (Avec Troy Zeigler, Tom Duprey, Valeri Tolstov & Stepan Haytayan)                                                                            | 2:52 |
| 12.   | Waitomo Caves (Avec Tigran Hamasyan, Tom Duprey & Valeri Tolstov)                                                                                 | 2:56 |
| 13.   | Through Nights and Hopes (Avec Tigran Hamasyan, Tom Duprey, Valeri Tolstov & Mario Caspar)                                                        | 5:29 |
| 14.   | Papa Blue (Avec Troy Zeigler, Tom Duprey, Valeri Tolstov & Jon Del Sesto)                                                                         | 3:24 |
| 15.   | Miso Soup (Avec Mario Pagliarulo, Dan Monti, Troy Zeigler, Larry LaLonde, Tom Duprey & Valeri Tolstov)                                            | 3:31 |
| 56:32 | |      |